# 3403-as mellékút (Magyarország)
A 3403-as számú mellékút egy közel 20 kilométeres hosszúságú, négy számjegyű mellékút Jász-Nagykun-Szolnok vármegye keleti részén; Kunhegyestől húzódik Karcag északi határáig. Bár szinte nyílegyenes vonalvezetéssel köti össze a két várost, valódi jelentősége csekély, mert hosszának túlnyomó részében szilárd burkolat nélküli földútként húzódik.

## Nyomvonala
Kunhegyes belterületének keleti széle közelében, de már külterületek közt ágazik ki a 34-es főútból, annak a 34+700-as kilométerszelvénye közelében, kelet-délkelet felé. Gyakorlatilag változatlan irányban húzódik a kilencedik kilométeréig, ahol átszel egy kisebb csatornát, s ott azzal párhuzamos irányt felvéve délnek fordul, immár Karcag határai között. Alig 200 méterrel arrébb egy újabb, keresztirányú csatornát ér el, de azt már nem keresztezi, hanem keletnek fordul és az északi partja mentén húzódik tovább. Még két kisebb iránytörése van, nem sokkal a 12. kilométere után, gyors egymásutánban, de ezeket elhagyva újból kelet felé folytatódik. Csak az utolsó kilométerén válik szilárd burkolatú úttá, és Karcaghoz tartozó, ipari jellegű telephelyek közt ér véget – közvetlenül a Karcag–Tiszafüred-vasútvonal keresztezését követően –, beletorkollva a 3401-es útba, annak a 4+400-as kilométerszelvénye közelében.
Teljes hossza, az országos közutak térképes nyilvántartását szolgáló kira.kozut.hu adatbázisa szerint 19,150 kilométer.

## Története
A Kartográfiai Vállalat 1990-es kiadású Magyarország autóatlasza című kötete a teljes hosszában létező, de (pár kilométernyi szakaszt leszámítva) burkolatlanul húzódó útként tünteti fel. Érdekesség, hogy az út egyetlen komolyabb (a 9. kilométere táján lévő) iránytörésénél feltüntet az atlasz egy dél felé kiágazó mellékutat is, mely Kisújszállás központjáig vezet. Ez utóbbi út 2022-es állapot szerint is azonosítható, bár burkolatlan és nem minősül közútnak.

## Települések az út mentén
- Kunhegyes
- Karcag